# Karl Wolfrum (Musiker)

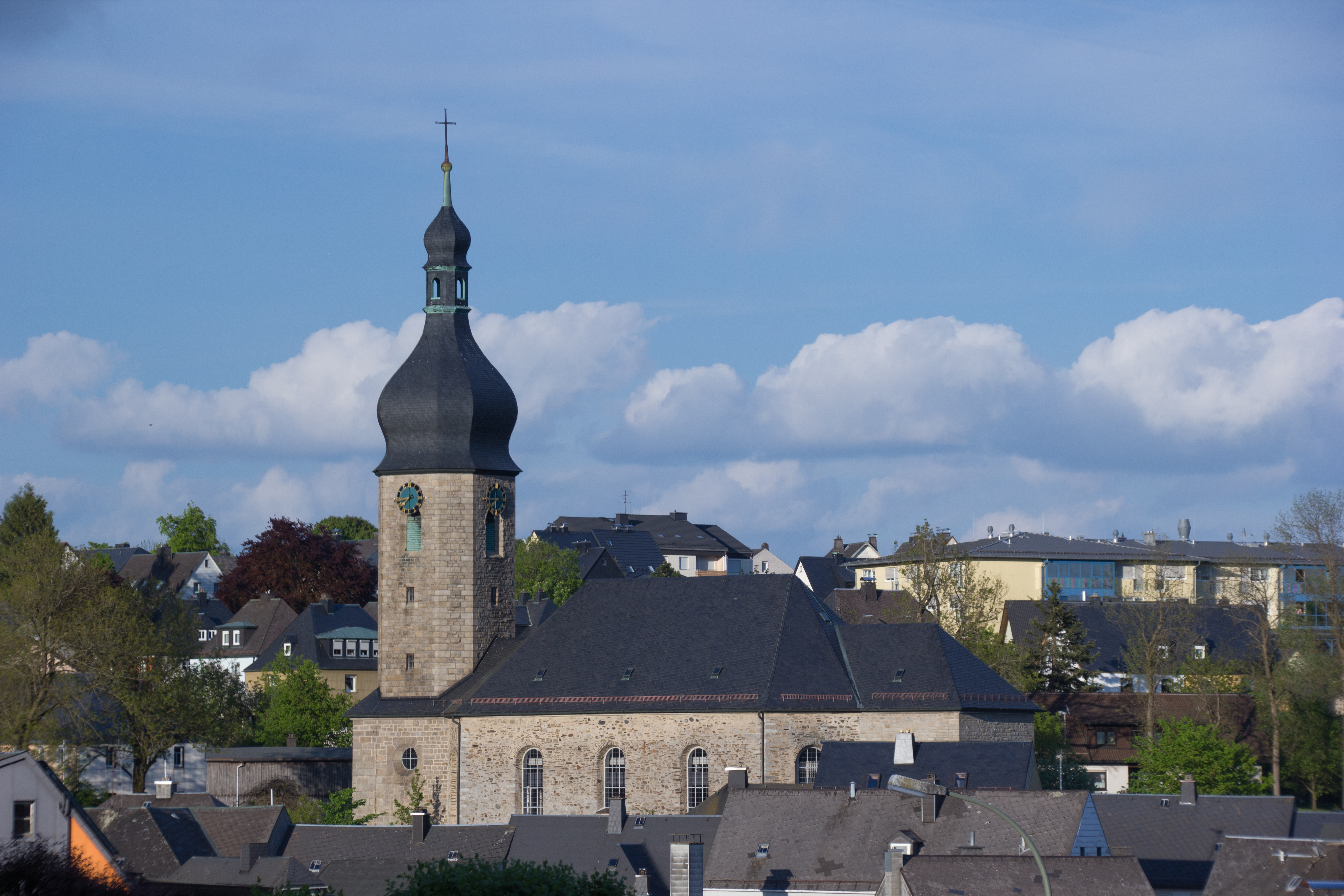
Christuskirche in Schwarzenbach am Wald

Karl Wolfrum (* 14. August 1856 in Schwarzenbach am Wald (Hofer Land); † 29. Mai 1937 in Altdorf bei Nürnberg) war ein deutscher Komponist, Organist und Professor.

## Leben
Wolfrum stammt aus einer oberfränkischen Kantorenfamilie, sein Vater Johann Heinrich Wolfrum war Kantor und Lehrer. Sein älterer Bruder war der Geheime Hofrat und Professor Philipp Wolfrum. Nach seiner Ausbildung am Bamberger Lehrerseminar und an der Königlich Bayerischen Musikschule in München bei Joseph Rheinberger folgte eine Anstellung als Präparandenlehrer in Neustadt an der Aisch.
1895 wurde Wolfrum Studienprofessor und Präfekt am Königlichen Lehrerseminar in Altdorf bei Nürnberg. Ebenso war er als Orgelsachverständiger tätig.

## Werke (Auswahl)

### Kompositionen
- Sonate f-Moll für Orgel op. 4 (Introduction. Andante quasi recitante – Allegro moderato; Adagio; Breites Choraltempo – Fuge. Allegro moderato)
- Sonate c-Moll für Orgel op. 12 (Maestoso e mysterioso; Sonus. Largo – Lamentation. Maestoso un poco Largo)
- Sonate f-Dur für Orgel op. 15 (Tempo di Marcia pomposa; Adagio sostenuto; Dir, dir, Jehova. Feierlich; Larghetto)
- Der „Cantus Firmus“ auf der Orgel. Uralte Siegesgesänge und Friedensklänge in Vorspielen zu Kirchenliedmelodien für die Orgel op. 17. C. Bertelsmann, Gütersloh (1917).
- Choralvorspiele für Orgel (3 Bände)

### Schriften
Karl Wolfrum verfasste zahlreiche Schriften zur Allgemeinen Musiklehre und zur Harmonielehre.

## Tonträger
- Karl Wolfrum, Orgelsonaten. Halgeir Schiager an der Sauer-Orgel der Lutherkirche Chemnitz. OehmsClassics/BR-Klassik 2012.